# Von heute auf morgen
Von heute auf morgen ist eine Oper in einem Akt von Arnold Schönberg mit einem Libretto von „Max Blonda“ (Gertrud Schönberg). Es handelt sich um die erste Oper in Zwölftontechnik. Die Uraufführung fand am 1. Februar 1930 im Opernhaus Frankfurt am Main statt. 

## Handlung
Die Oper spielt in einem modernen Wohnschlafzimmer mit Einbauschränken und herausziehbaren Betten. Eine Glasschiebetür im Hintergrund führt zu einer Veranda und zum Garten. Die Frau und der Mann kommen spät abends von einem Fest nach Hause. Der Mann schwärmt von der Freundin seiner Frau, die sie dort nach Jahren wiedergetroffen haben. Er sehnt sich nach etwas Abwechslung vom täglichen Einerlei. Die Frau weist ihn auf seine eigenen Errungenschaften hin: ein schönes Heim, ein Kind und eine ihn liebende Ehefrau. Die Freundin habe sich im Gegensatz zu ihr nie um Familie oder Haushalt kümmern müssen und sei nur deshalb so frisch geblieben; schon in ihrer Kindheit habe sie Streiche gespielt, für die sie selbst dann bestraft wurde. Dagegen habe ihr auf dem Fest dieser Sänger sehr gut gefallen, der ihr auf unterhaltsame Weise den Hof gemacht habe. Allmählich entwickelt sich das Gespräch zum handfesten Streit. Beide beschließen, ihrem Partner zu beweisen, dass sie auch anders zu leben verstehen. Ihre jetzige durch Gewohnheiten geprägte Lebensweise habe sich nur Rücksichtnahme auf den Partner eingespielt. Damit sei es jetzt vorbei.
Die Frau beginnt sogleich, vom Mann zunächst unbemerkt, mit ihrer Verwandlung. Sie erzählt, dass sie sich schminken, die Haare färben und nur noch die feinsten Kleider tragen und sich natürlich reihenweise Liebhaber zulegen will. Der Mann ist wenig beeindruckt. Doch dann dreht die Frau das Licht auf und erscheint völlig verändert in effektvollem Kostüm. Der Mann ist fasziniert und will ihr sogleich seine neu entflammte Liebe beweisen. Doch sie weist ihn ab. Sie will nun das Leben genießen und sogleich eine Affäre mit dem Sänger beginnen. Auch ihr Verhalten im Haus ändert sich. Sie kommandiert ihren Mann herum, versucht ihn eifersüchtig zu machen und zu quälen. Eine Bierflasche, die er für sie aus dem Keller holt, wirft sie zu Boden, so dass sie zerbricht. Sie singt und tanzt und weckt dabei das Kind, das aus seinem Zimmer kommt, um nach dem Lärm zu sehen. Sie drängt es grob weg und überlässt es ihrem Mann, es zu trösten und wieder ins Bett zu bringen. Als der Gasmann an der Tür schellt, um die Rechnung einzufordern, will sie auch den ohne Bezahlung fortschicken. Sie brauche nun alles Geld für Kleider und will in Zukunft wie alle anständigen Leute auf Pump leben.
Da ruft der Sänger an. Er sei mit der Freundin an ihrer Wohnung vorbeigegangen, und da haben sie durch die Jalousien Licht gesehen. Er sei der Ansicht, es rühre von ihren strahlenden Augen her, doch die Freundin meine, es sei lediglich elektrisches Licht. Wer unrecht habe, also die Wette verliere, müsse den Mann und die Frau in die Bar einladen. Die Frau entscheidet „salomonisch“: Die Freundin solle ihren Mann einladen und der Sänger sie selbst.
Der Mann, der das Telefongespräch mitangehört hat, erkennt immer mehr, wie sehr er seine treue Hausfrau vermisst. Er bittet sie, wieder so zu werden wie zuvor. Die Frau erklärt, dass alles nur ein Spiel war – obwohl sie selbst befürchtet hatte, dass daraus ernst werden könnte, da sie von der Rolle mitgerissen wurde. Sie zeigt dem Mann die bereits bezahlte Gasrechnung und erklärt, dass die teuren Kleider in Wirklichkeit ihrer Schwester gehören.
Als die Freundin und der Sänger hereinkommen, finden sie ein friedliches Eheidyll vor. Sie zeigen sich enttäuscht, dass aus dem erhofften Flirt nichts mehr wird – der Mann und die Frau führen wohl doch keine „moderne“ Ehe. Nachdem sie gegangen sind, setzen sich der Mann, die Frau und das Kind an den Frühstückstisch, und die Frau fasst zusammen: Als Theaterfiguren seien sie vielleicht schon verblasst, während die anderen noch in Farben strahlen – doch bei denen regiere die Mode, bei ihnen selbst die Liebe. Diese ändere sich nicht „von heute auf morgen“. Abschließend fragt das Kind neugierig, was denn „moderne Menschen“ seien.

## Gestaltung
Nach Erwartung und Die glückliche Hand (beide 1924) ist Von heute auf Morgen Schönbergs drittes musiktheatralisches Werk und das erste, das er explizit als Oper bezeichnete. Im Gegensatz zu den beiden früheren Werken beabsichtigte er diesmal, ein heiteres Stück zu schreiben. Er selbst schrieb: „Es ist eine heitere bis lustige, manchmal sogar (ich hoffe wenigstens) komische Oper“. Wie Kreneks Jonny spielt auf oder Weills Dreigroschenoper gehört es zum Typus der „Zeitoper“ bzw. „Opera domestica“ im Sinne der Neuen Sachlichkeit. Seine Oper sollte „nicht grotesk, nicht anstößig, nicht politisch, nicht religiös“ sein. Der Text erscheint konstruiert und simpel, gewinnt durch die Alltagssprache allerdings auch an Wahrhaftigkeit.
Von heute auf Morgen gilt als erste Oper in Zwölftontechnik. Diese wirkt sich allerdings nur auf klanglicher Ebene aus. Die rhythmischen und formalen Strukturen entsprechen der Tradition. Die Musik ist durchkomponiert. Sie enthält rezitativische und ariose Passagen. Das abschließende Quartett verwendet strenge kontrapunktische Verfahren. Zudem gibt es verschiedene parodistische Elemente wie Walzertakte, Wagner-Zitate und Jazzrhythmen.
Häufig wurde bemängelt, dass die strenge Kompositionsweise nicht zu dem leichten Konversationsstück passe. Ulrich Schreiber bemerkte beispielsweise, dass „die den Text überwuchernde Sphäre trivialer Alltäglichkeit durch die Musik auf frappierende Weise verfremdet ist“, und der dem Werk durchaus positiv gegenüberstehende Komponist Hanns Eisler meinte: „Schönberg wollte eine flotte Oper schreiben, aber durch die Eigentümlichkeit seiner Kompositionsmethode und der Materialbehandlung ist eine Art Apokalypse im Familienmaßstab herausgekommen“. Hanspeter Krellmann wies dagegen darauf hin, dass bei Schönberg „die Idee den Stil diktiert, nicht der Stil die Idee“. Eine Aneignung von populären Elementen, z. B. des Jazz oder der Music Hall, wie es u. a. Kurt Weill oder Ernst Krenek in ihren Werken taten, hätte „Schönbergs zutiefst ausgeprägtem Originalitätsbedürfnis als Komponist“ widersprochen. Die Komik des Stücks ist nicht oberflächlich über die Musik gebreitet, sondern in die Klangstruktur eingearbeitet. Das gilt sogar für die enthaltenen musikalischen Zitate wie einer Phrase aus Puccinis Manon Lescaut, die kaum mehr zu erkennen sind.
Trotz der Zwölftontechnik legte Schönberg Wert auf Kantabilität. Die Sänger sollten weder schreien, noch die Schönheit der Töne durch übertriebene Charakterisierungen zerstören. Auch sollten sie nicht danach streben, das Publikum zum Lachen zu bringen. Der Ton sollte leicht sein, doch nicht die Moral verdecken.
Die dem Werk zugrundeliegende Zwölftonreihe enthält gleich zwei Tritonus-Intervalle:

### Instrumentation
Die Orchesterbesetzung der Oper enthält die folgenden Instrumente:
- Holzbläser: zwei Flöten (2. auch Piccolo), Oboen (2. auch Englischhorn), Kleine Klarinette, zwei Klarinetten, Bassklarinette, Sopransaxophon (auch Altsaxophon), Tenorsaxophon (auch Basssaxophon), zwei Fagotte (2. auch Kontrafagott)
- Blechbläser: zwei Hörner, zwei Trompeten, drei Posaunen, Tuba
- Pauken, Schlagzeug: Becken, Große Trommel, Kleine Trommel, Tamtam, Triangel, Tamburin, Glockenspiel, Xylophon, Kastagnetten, Flexaton
- Harfe
- Klavier (auch Celesta ad lib.)
- Mandoline, Gitarre (auch Banjo ad lib.)
- Streicher

## Werkgeschichte
Das Libretto zu Von heute auf morgen stammt von Arnold Schönbergs Ehefrau Gertrud, die hier unter dem Pseudonym „Max Blonda“ auftritt. Vermutlich konzipierten die beiden den Text, als sie sich im Herbst 1928 an der Riviera aufhielten. Arnold Schönberg hatte bereits ein gleichnamiges Libretto begonnen, das von einem Ehestreit handelte. Der Text seiner Frau übernimmt einige Konzepte daraus, erzählt aber eine völlig andere Geschichte. Weitere Anregungen erhielt sie durch Richard Strauss’ Komödie Intermezzo. Entgegen gelegentlicher Vermutungen enthält die Handlung keine autobiographischen Züge. Sie dürfte eher durch die Ehe von Schönbergs Komponistenkollegen Franz Schreker inspiriert sein.
Die Komposition schuf Schönberg zwischen dem 25. Oktober 1928 und dem 1. Januar 1929. Am 3. August 1929 stellte er die Partitur fertig, und am 30. September den Klavierauszug. Da er fest mit einem Publikumserfolg rechnete, entschied er sich für eine Eigenpublikation. Doch ließ er in einem Brief an die Universal Edition, ohne Details zu nennen, Hinweise auf eine neue „komische Oper“ fallen. Daraufhin zeigte im März 1929 der Dirigent Erich Kleiber Interesse an dem Werk, das er an der Berliner Staatsoper aufführen wollte. Eine entsprechende Anfrage durch Alban Berg beschied Schönberg jedoch mit Hinweis auf seine vertragliche Bindung an Otto Klemperer abschlägig. Weitere Verhandlungen mit Paul Bekker, dem Intendanten des Wiesbadener Theaters sowie der Universal Edition und dem Verlag Schott scheiterten ebenfalls, bevor sich der Frankfurter Intendant Josef Turnau zur Uraufführung bereit erklärte.
Bei der Uraufführung am 1. Februar 1930 im Opernhaus Frankfurt am Main sangen Else Gentner-Fischer (Ehefrau), Benno Ziegler (Ehemann), Elisabeth Friedrich (Freundin), Anton Maria Topitz (Sänger). Die musikalische Leitung hatte William Steinberg. Die Regie hatte Herbert Graf. Das Bühnenbild stammte von Ludwig Sievert. Das Spiel fand nahe bei den Zuschauern auf einem Podium im Orchesterraum statt. Schönbergs Oper wurde mit dem in deutscher Sprache aufgeführten Pergolesi-Pasticcio Il maestro di musica von Pietro Auletta (Paris 1752, Bearbeitung seiner Oper Orazio von 1737) kombiniert. Die Publikumsreaktion war gemischt. Schönbergs Anhänger bejubelten die Aufführung. Diese wiederum wurden von seinen Gegnern hart angegriffen. Der Harenberg-Opernführer schreibt von einem „handfesten Theaterskandal“.:814 Dem Bericht Karl Holls in der Frankfurter Zeitung zufolge reagierte die Mehrzahl der Anwesenden jedoch nur mit „achtungsvolle[m] Schweigen“.
Der von Schönberg erhoffte Erfolg beim Publikum wurde nicht erreicht, und die zweite Aufführung in der Funk-Stunde Berlin 1930 fand nur noch konzertant statt. Diese leitete Schönberg selbst. Die Hauptrollen wurden von Margot Hinnenberg-Lefèbre und Gerhard Pechner gesungen. Während der NS-Zeit wurde das Werk nicht aufgeführt. Erst 1952 gab es in Neapel eine Neuproduktion unter der Leitung von Hermann Scherchen mit der Regie von Willi Reich (Mann: Willy Heyer-Krämer, Frau: Lydia Stix). Es folgten Aufführungen beim Holland Festival Amsterdam 1958 (Leitung: Hans Rosbaud), in Hannover 1963 (Leitung: Günther Wich), im Theater an der Wien 1965 (Leitung: Friedrich Cerha), im Théâtre des Champs-Élysées Paris 1967, in Frankfurt 1973 (konzertant), in Santa Fe (New Mexico) 1980 und in Freiburg im Breisgau 1988. 1997 entstand eine überzeugende Schwarzweiß-Verfilmung des Künstlerpaares Straub-Huillet unter der musikalischen Leitung von Michael Gielen (Dirigent). 1999 wurde der Einakter zusammen mit Elliott Carters What Next unter der Leitung von Daniel Barenboim an der Berliner Staatsoper gegeben. Der Video-Mitschnitt einer Lyoner Produktion von 2012 wurde 2016 im Rahmen der Opera Platform im Internet übertragen.

## Aufnahmen
- 12. Juli 1958 (live, konzertant vom Holland Festival): Hans Rosbaud (Dirigent), Resident Orchestra of the Hague. Erika Schmidt (Ehefrau), Derrik Olsen (Ehemann), Magda László (Freundin), Herbert Schachtschneider (Sänger). Stradivarius STR 10054 (1 CD).[11]:16680
- 1964 (Studio-Aufnahme): Robert Craft (Dirigent), Royal Philharmonia Orchestra London. Erika Schmidt (Ehefrau), Derrik Olsen (Ehemann), Heather Harper (Freundin), Herbert Schachtschneider (Sänger). Sony SOCL 281/82 (1 LP).[11]:16681
- Oktober 1996 (s/w-Film und Studio-Aufnahme): Michael Gielen (Dirigent), Straub-Huillet (Inszenierung), Symphonie-Orchester des Hessischen Rundfunks Frankfurt. Christine Whittlesey (Ehefrau), Richard Salter (Ehemann), Claudia Barainsky (Freundin), Ryszard Karczykowski (Sänger), Annabelle Hahn (Kind). Cpo 999 532-2 1 CD.[11]:16682
- 11. Februar 2012 (Video; live aus der Opéra National de Lyon): Bernhard Kontarsky (Dirigent), John Fulljames (Inszenierung), Johan Engels (Bühnenbild, Ausstattung, Bauten), Marie-Jeanne Lecca (Kostüme), Orchestre de l’Opéra de Lyon. Magdalena Anna Hofmann (Ehefrau), Wolfgang Newerla (Ehemann), Ivi Karnezi (Freundin), Rui Dos Santos (Sänger), Marin Bisson (Kind).[12][10]